# 竿頭綬
竿頭綬(かんとうじゅ)とは、警察・消防・軍隊等において部隊が功労により表彰を受けたとき、或いは大会等において優勝等の実績を挙げたときにその栄誉をたたえるため部隊旗の先端につけることのできる、綬のことである。関連するものに表彰綬がある。

## 竿頭綬とは
竿頭綬は、消防本部の消防隊や消防団の機関員など、団体での功績・実績をたたえるために授与する綬のことであり、その形状は、旗に装着する金具に記章と実績を記した長いリボンがつけられる。主に消防分野での表彰において授与される。
主な授与者は行政機関においては総務省消防庁の消防庁長官、消防本部の消防長(東京都においては東京消防庁の消防総監)、消防署長が代表的である。また、公益法人においては財団法人日本消防協会会長、並びに都道府県市町村に置かれる消防協会会長がその例である。